# Аккольский сельский округ
Акко́льский се́льский окру́г (каз. Ақкөл ауылдық округі) — административная единица в составе Зерендинского района Акмолинской области Республики Казахстан. Административный центр — село Акколь.

## География
Сельский округ расположен на востоке района, граничит:
- на северо-востоке с Тайыншинским районом Северо-Казахстанской области,
- на востоке и юге с Бурабайским районом,
- на юго-западе с Чаглинским и Садовым сельскими округами,
- на западе с Кокшетауской городской администрацией,
- на севере с Алексеевской поселковой администрацией и Кусепским сельским округом.

На территории сельского округа расположен Кокшетауский аэропорт (в 3 км на север от административного центра округа).
Проходят автодороги Р-13, Р-14 и Трансказахстанская железнодорожная магистраль (в юго-западной части округа) — имеется станция.
Имеются 5 озёр, протекает река Кылшакты.

## История
В 1990-е годы, в состав сельсовета вошло село Казахстан из Молодёжного сельсовета. 
В 1993 году Аккольский сельсовет был преобразован в Аккольский сельский округ.
До 1997 года входил в состав Кокчетавского района.
В 2010 году, сельский округ был преобразован путём присоединения в него Самарбайского сельского округа (сёла Молодёжное, Туполевка). 

## Население
| Численность населения | Численность населения | Численность населения |
| 1989                  | 1999                  | 2009                  |
| --------------------- | --------------------- | --------------------- |
| 1704                  | →1704                 | ↘1598                 |

## Состав
В состав сельского округа входят 5 населённых пунктов.
| № | Населённый пункт | Тип населённого пункта       | Население, 1989 | Население, 1999 | Население, 2009 |
| - | ---------------- | ---------------------------- | --------------- | --------------- | --------------- |
| 1 | Акколь           | село, административный центр | 1 410           | 1 121           | 1 140           |
| 2 | Ивановка         | село                         | 294             | 338             | 244             |
| 3 | Казахстан        | село                         | 238             | 245             | 214             |
| 4 | Молодёжное       | село                         | 1 160           | 860             | 806             |
| 5 | Туполевка        | село                         | 319             | 182             | 93              |

## Экономика
Согласно отчёту акима сельского округа за 2020 год:
В округе имеется 33 хозяйствующих субъекта, из которых 14 — имеют статус ТОО и 19 — КХ. Работает 10 магазинов.
В округе нет залежных земель, посевная компания проводится согласно рабочего плана организовано в срок. Всего посеяно 22 797 га, зерновых 16 245 га. (71,26%), масличных 6 551 га. (28,74%).
Наблюдается увеличение поголовья всех видов животных. Своевременно проводится все мероприятия против инфекционных заболеваний, а также идентификация с\х животных и таврация лошадей. 

## Объекты округа
В округе функционирует 4 образовательных учреждений с общим количеством 383 учащихся.
Обучением и воспитанием учащихся занимается 80 учителей с педагогическим образованием. Также имеется детское дошкольное учреждение «Бобек», в котором воспитывается 31 воспитанника. При Молодежненской СШ имеется мини центр «Айголек» в котором воспитывается 29 воспитанника.
По оказанию мед. помощи в округе занимается 1 ВА, 2 ФП и 1 МП, где работает 7 медработников со средним образованием и 1 врач с высшим образованием.
На территории округа расположен участковый пункт полиции.